# Dipturus oxyrinchus
Espèce
Statut de conservation UICN

 NT  : Quasi menacé
Le pocheteau noir ou raie-capucin, Dipturus oxyrinchus, est une espèce de raies. Cette espèce peut peser 17 kg et mesurer 1,50 m de longueur.

## Répartition
Est de l'Atlantique et Méditerranée
Elle peut vivre de 15 à 900 m de profondeur